# 马恩河畔沃塞涅
马恩河畔沃塞涅（法語：Vesaignes-sur-Marne，法語發音：[vəzɛɲ syʁ maʁn]）是法国上马恩省的一个市镇，属于肖蒙区。

## 地理
马恩河畔沃塞涅（48°0'6"N, 5°15'48"E）面积8.45 平方千米，位于法国大東部大區上马恩省，肖蒙和朗格勒之间，马恩河右岸，巴黎－米卢斯铁路经过其境内但没有设站。

与马恩河畔沃塞涅接壤的市镇（或旧市镇、城区）包括：法沃罗勒、卢维耶尔、马恩河畔马尔奈、诺让、普朗日、罗朗蓬、蒂韦。
马恩河畔沃塞涅的时区为UTC+01:00、UTC+02:00（夏令时）。

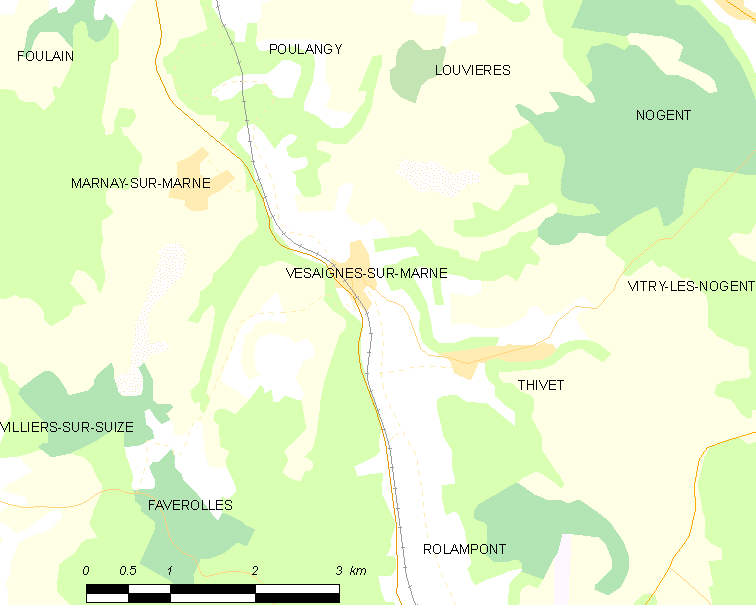
马恩河畔沃塞涅的OSM定位图

## 行政
马恩河畔沃塞涅的邮政编码为52800，INSEE市镇编码为52518。

## 政治
马恩河畔沃塞涅所属的省级选区为诺让县。

## 人口

1962-2008年间马恩河畔沃塞涅人口变化图示

马恩河畔沃塞涅于2022年1月1日时的人口数量为103人。